# Canavalia stenophylla
Canavalia stenophylla är en ärtväxtart som beskrevs av St.John. Canavalia stenophylla ingår i släktet Canavalia och familjen ärtväxter. Inga underarter finns listade i Catalogue of Life.